# Vamos andando mi amigo
«Vamos Andando Mi Amigo» y «Rompe tu Espada, Vive la Vida» es el segundo sencillo de Congreso, editado en 1971Vamos andando mi amigo, de letra y música de Fernando González trae un mensaje de trabajo con contenidos sociales y un fuerte apoyo a las reivindicaciones de los campesinos. Rompe tu espada, vive la vida, es una canción de corte eminentemente pacifísta, que apela a la paz sobre la guerra y la muerte.

## Lista de canciones
1. «Vamos Andando Mi Amigo»
2. «Rompe Tu Espada, Vive la Vida»

## Integrantes
- Francisco Sazo: Voz
- Sergio "Tilo" González: Batería
- Fernando González: Primera guitarra
- Patricio González: Segunda guitarra, violoncelo
- Fernando Hurtado: Bajo eléctrico
- Hugo Pirovic *: Músico invitado en flautas.

- Datos: Q6159428